# Alive in America
Alive in America ist das erste Livealbum der amerikanischen Jazzrock-Band Steely Dan. Es wurde 1995 veröffentlicht.

## Vorgeschichte
Das Album war nach fünfzehn Jahren Pause und einer Reunion der Band 1993 die erste Veröffentlichung nach Steely Dans letztem Studioalbum Gaucho; bereits 1991 hatte Walter Becker bei Fagens New York Rock and Soul Review mitgewirkt; 1993 produzierte er Fagens Soloalbum Kamakiriad. Die Titel des Livealbums wurden auf den Tourneen von Steely Dan 1993 und 1994 aufgenommen.

## Titelliste
Alle Songs stammen von Walter Becker und Donald Fagen, wenn nicht anders angegeben.
1. Babylon Sisters – 6:47
2. Green Earrings – 5:20
3. Bodhisattva – 5:47
4. Reelin’ in the Years – 6:24
5. Josie – 6:12
6. Book of Liars (Walter Becker) – 4:19
7. Peg – 4:19
8. Third World Man – 6:38
9. Kid Charlemagne – 5:16
10. Sign in Stranger – 6:34
11. Aja – 9:00

## Rezeption
Allmusic-Kritiker Thomas Erlewine schrieb:

„Alive in America ist angenehm, aber es bietet keinen neuen Einblick in Steely Dan als Musiker oder Becker und Fagen als Songwriter. Es ist ein Spaß, solange es dauert, aber hinterlässt keine bleibende Erinnerungen.“

Im Rolling Stone wurde das Album sehr kritisch beurteilt und erhielt nur zwei von fünf Sternen. Obgleich die Reunion-Tournee in den Jahren 1993/94 erfolgreich war, sei das Album makellos klingend und gegenstandslos. Die blank gewienerten Versionen von zehn Edelsteinen aus den 1970er Jahren (und ein überflüssiges Stück aus Beckers aktuellem Soloalbum) würden es kaum vermögen, noch einmal weitergehend aufzuzeigen, worin der umstürzlerische Einfluss der Band auf Pop und Jazz gelegen habe.

## Weitere Musiker
- Bill Ware – Percussion, Vibraphon
- Catherine Russell – Percussion, Hintergrundgesang, Flöte
- Diane Garisto – Hintergrundgesang
- Brenda White-King – Hintergrundgesang